# 成功號巡防艦
成功號飛彈巡防艦（舷號：PFG2-1101），為中華民國海軍成功級巡防艦首艦，1990年12月21日開工、1991年10月5日下水、1993年5月7日服役，與同型艦均為美國海軍派里級巡防艦修改型。原型以船團護衛任務為主要設計核心，在取代陽字號而生產的前提下，中華民國海軍於成功號安裝國造反艦飛彈及波佛斯公司L70/40公釐單管快砲，增強反艦、反快艇能力。
派里級的設計以反潛作戰為主，於低威脅環境下為遠洋船團護航及作為兩棲登陸船團的屏衛，在機能設計上屬於二線、低造價、可犧牲的艦艇。囿於台灣海峽防衛作戰需求與美國對台軍售限制，成功號除負責反潛作戰外，也擔負艦隊區域防空任務。目前成功號配屬海軍一四六艦隊，母港為海軍馬公基地測天島軍港，平時負責台灣海峽海域偵巡任務。

## 艦歷
1990年12月21日，成功軍艦在中國造船公司（今台灣國際造船公司）高雄廠區安放龍骨。
1994年9月17日，在臺東外海的漢光11號演習第二次預演時，金鷹航空執行拖靶的靶勤機里爾35飛行員並未依事先協調的規定來通話，導致成功軍艦人員誤會。原定是等到靶勤機完全進入成功軍艦正上方的安全區域後，先由飛行員報告「On Top, Clear to Fire」，艦上空管官接著複誦「Clear to Fire」，然後武器管制官解除方陣近迫武器系統的發射管制；不過當天，靶勤機在剛進入射擊航道但還未抵達安全區域時突然回報「Ready」，使得艦上官兵誤認為能夠開火遂提前解除管制後誤將里爾35擊落，機上飛行組員4人全數罹難，並導致首任艦長趙中行上校去職。
2012年3月敦睦遠航訓練支隊，由胡展豪少將率隊，武夷號油彈補給艦擔任旗艦，納編成功軍艦和康定級武昌軍艦，靠泊索羅門群島、馬紹爾群島和印尼，於2012年4月26日返臺。
2022年環台軍事演練時，成功軍艦曾做好撞擊準備，迫使解放軍的长春号导弹驱逐舰不越過台灣海峽中線。

## 歷任艦長
| 順序 | 姓名   | 軍銜 | 上任日期       | 卸任日期       |
| ---- | ------ | ---- | -------------- | -------------- |
| 1    | 趙中行 | 上校 | 1992年4月1日   | 1994年10月1日  |
| 2    | 徐景洲 | 上校 | 1994年10月1日  | 1996年7月1日   |
| 3    | 郭文中 | 上校 | 1996年7月1日   | 1998年1月16日  |
| 4    | 吳濟時 | 上校 | 1998年1月16日  | 1999年12月16日 |
| 5    | 陳新發 | 上校 | 1999年12月16日 | 2001年9月1日   |
| 6    | 吳少華 | 上校 | 2001年9月1日   | 2003年9月1日   |
| 7    | 徐中華 | 上校 | 2003年9月1日   | 2005年9月16日  |
| 8    | 劉中浩 | 上校 | 2005年9月16日  | 2007年3月1日   |
| 9    | 袁治中 | 上校 | 2007年3月1日   | 2008年1月16日  |
| 10   | 龔賢雷 | 上校 | 2008年1月16日  | 2009年5月1日   |
| 11   | 石璋俊 | 上校 | 2009年5月1日   | 2010年10月16日 |
| 12   | 許志中 | 上校 | 2010年10月16日 | 2012年6月1日   |
| 13   | 劉文泰 | 上校 | 2012年6月1日   | 2013年12月1日  |
| 14   | 鄭榮裕 | 上校 | 2013年12月1日  | 2015年7月16日  |
| 15   | 楊萬里 | 上校 | 2015年7月16日  | 2017年3月1日   |
| 16   | 康道清 | 上校 | 2017年3月1日   | 2019年5月16日  |
| 17   | 何志威 | 上校 | 2019年5月16日  | 2020年12月1日  |
| 18   | 陳宇宗 | 上校 | 2020年12月1日  | 2022年8月16日  |
| 19   | 羅啟銘 | 上校 | 2022年8月16日  | 現任           |

## 圖庫

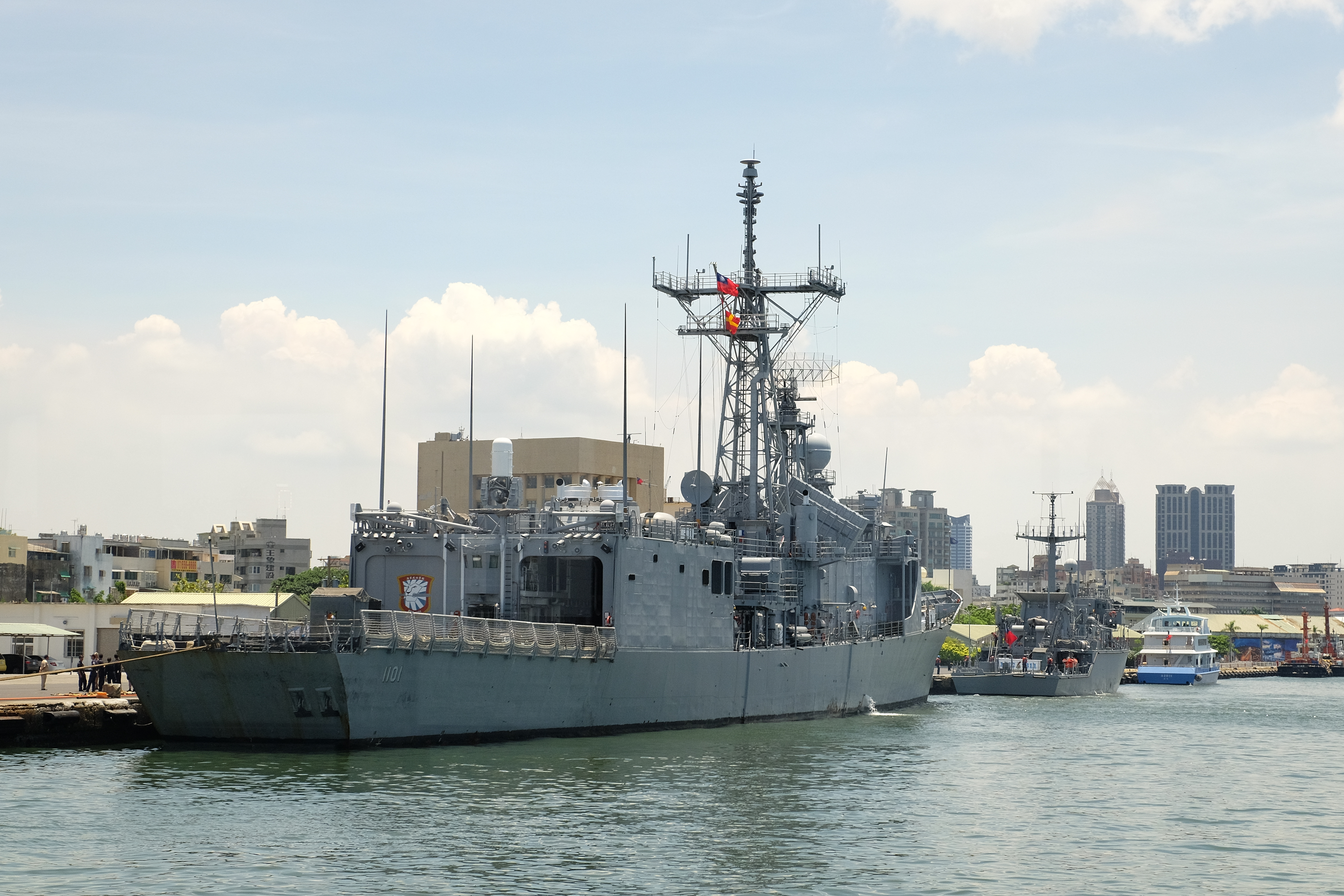
成功軍艦與永安軍艦，靠泊新濱碼頭。
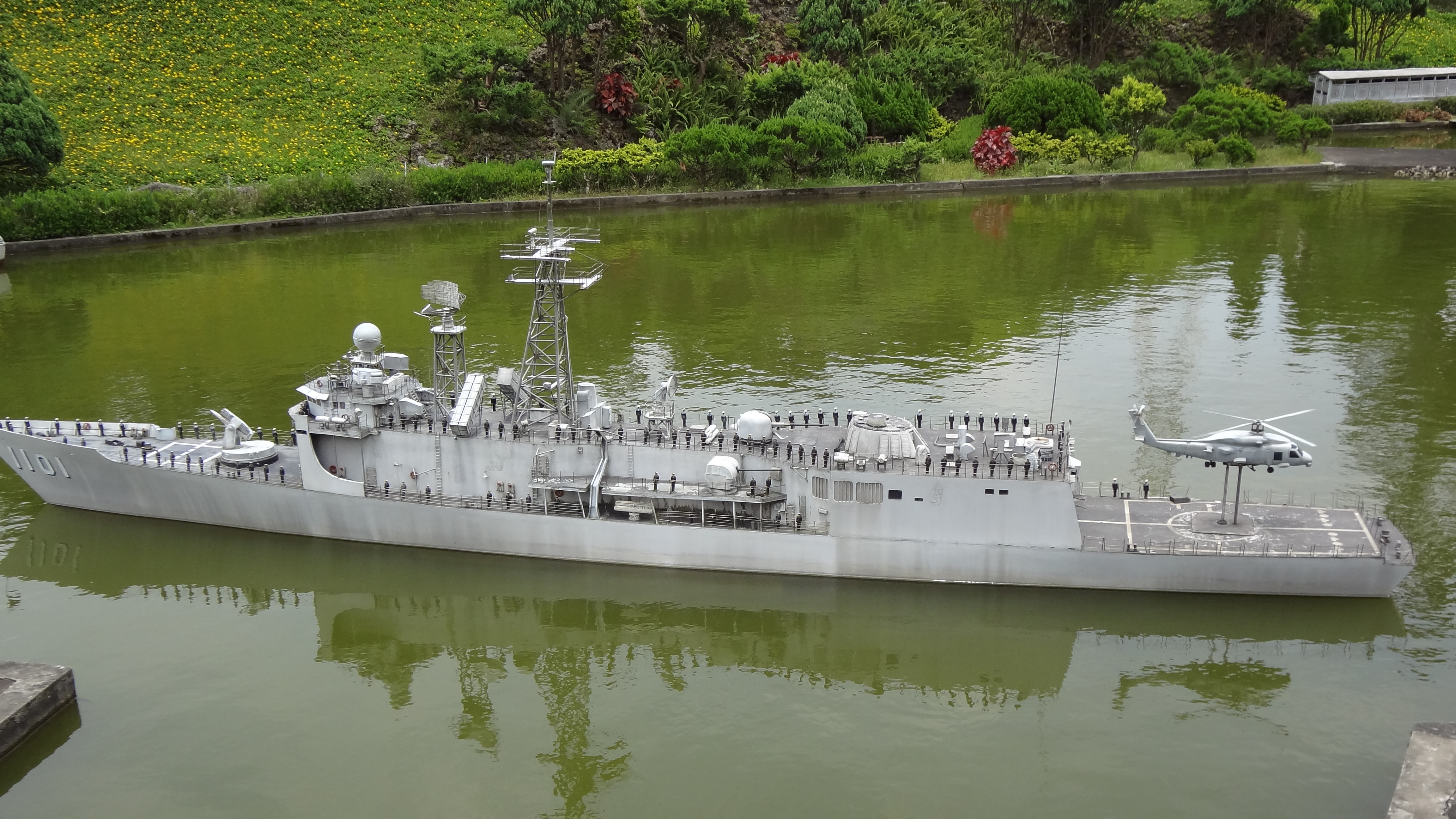
小人國主題樂園展示的成功軍艦模型。
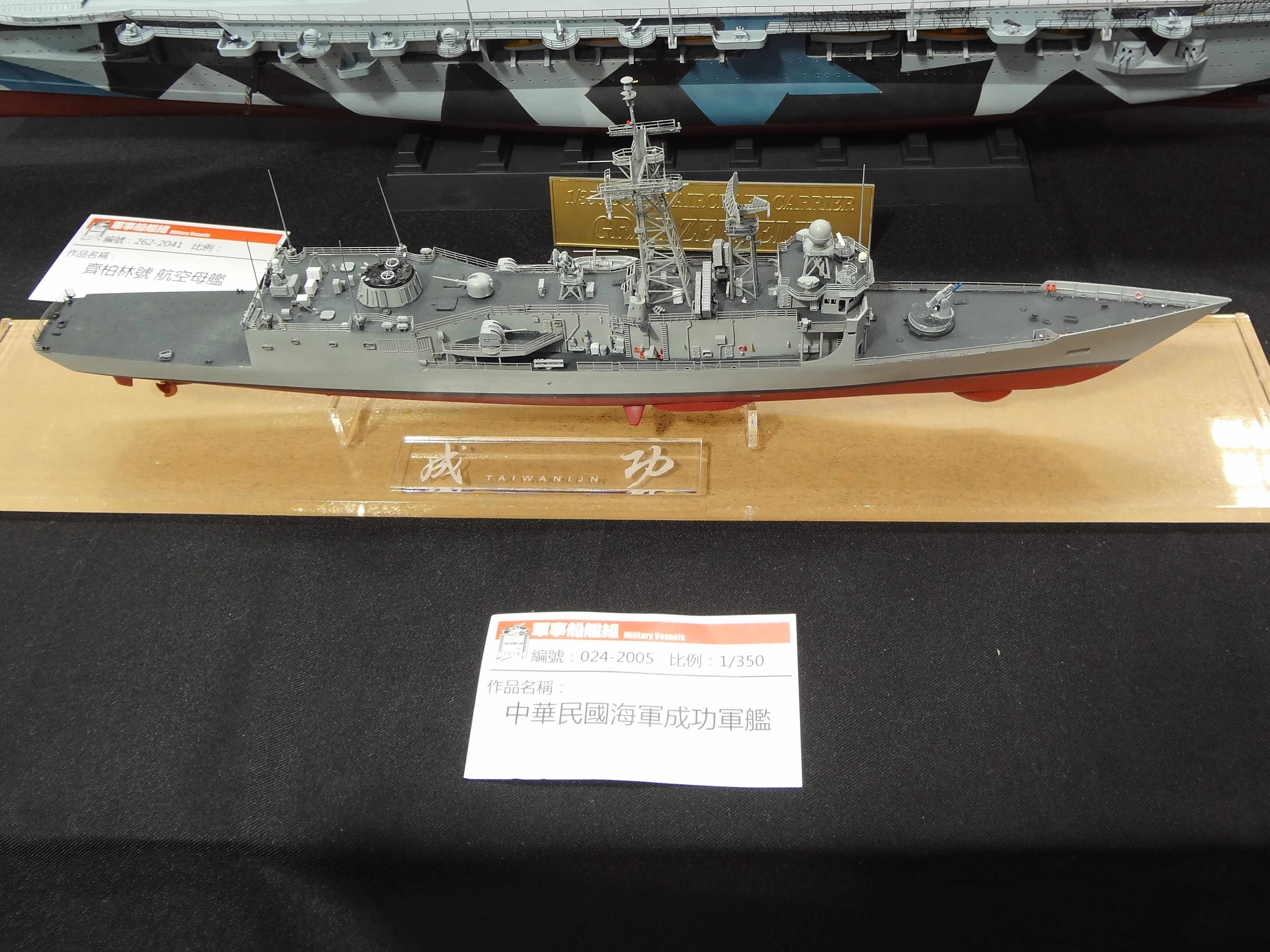
第6屆開拓模型祭，成功軍艦1:350比例模型。

## 資料來源
1. ↑  . 自由時報電子報.   [2024-05-15]. （原始内容存档于2024-05-21）.
2. ↑  .   [2019年7月21日]. （原始内容存档于2011年11月26日） （中文）.
3. ↑  . mdc.   [2019年7月21日]. （原始内容存档于2019年7月21日） （中文）.
4. ↑  . ETtoday新聞雲.

## 外部連結
（繁體中文）中國軍艦博物館-成功級巡防艦